# Meyerburg
Die Meyerburg, auch als Landsitz Meyer bezeichnet, ist ein Wohnhaus in der Mohrenstraße 5 im Ortsteil Niederlößnitz der sächsischen Stadt Radebeul. Es wurde 1910/1911 im Auftrag des Dresdner Fabrikanten Otto Meyer nach Entwürfen des renommierten Dresdner Architekturbüros Schilling & Graebner erbaut.

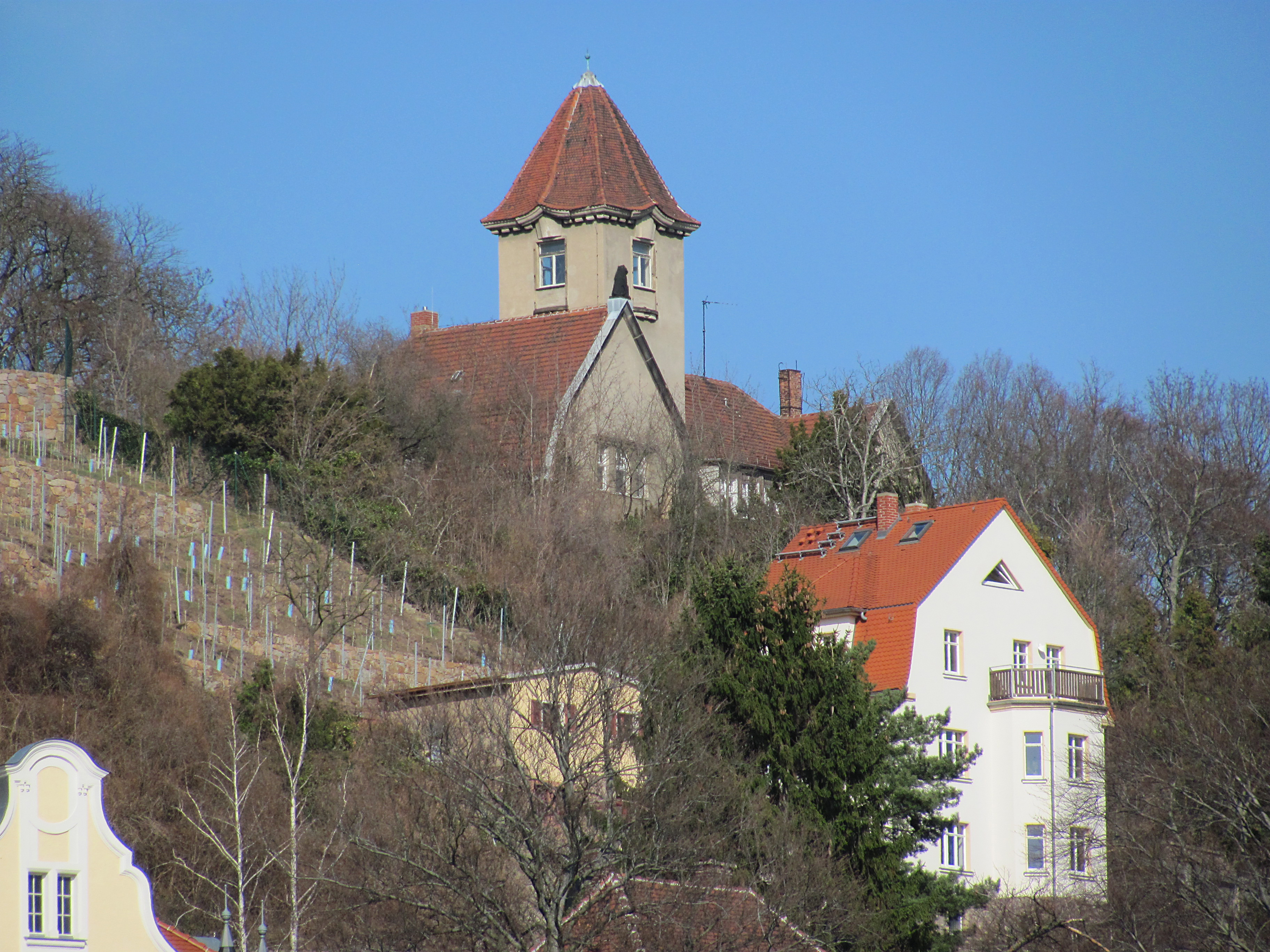
Meyerburg, vom Weinbergstadion aus (Südwest-Ecke), davor Altfriedstein 15

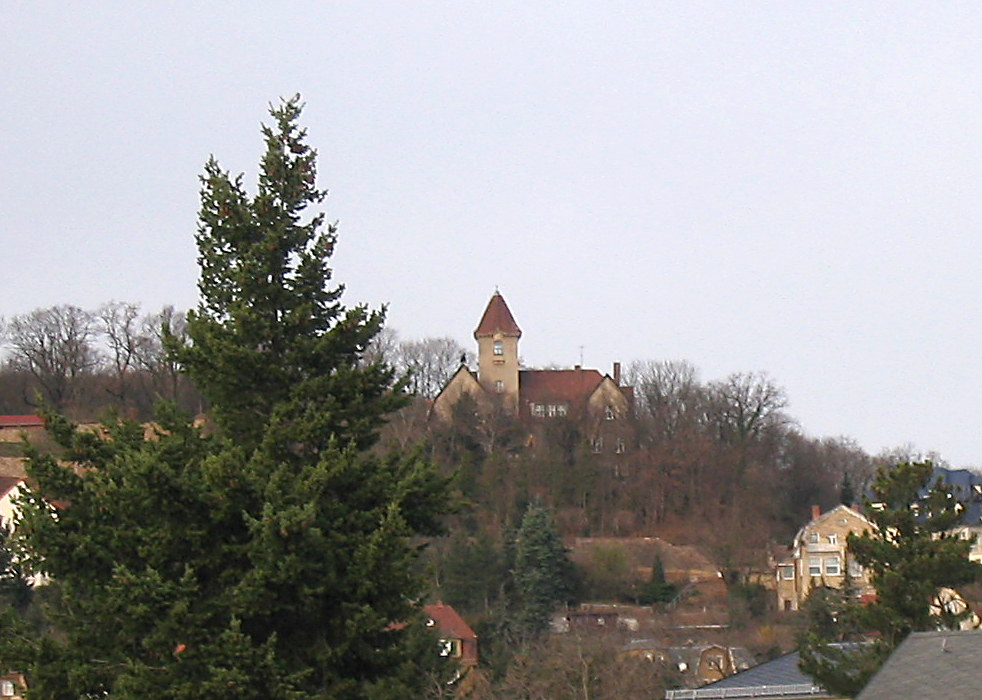
Meyerburg (Südseite)

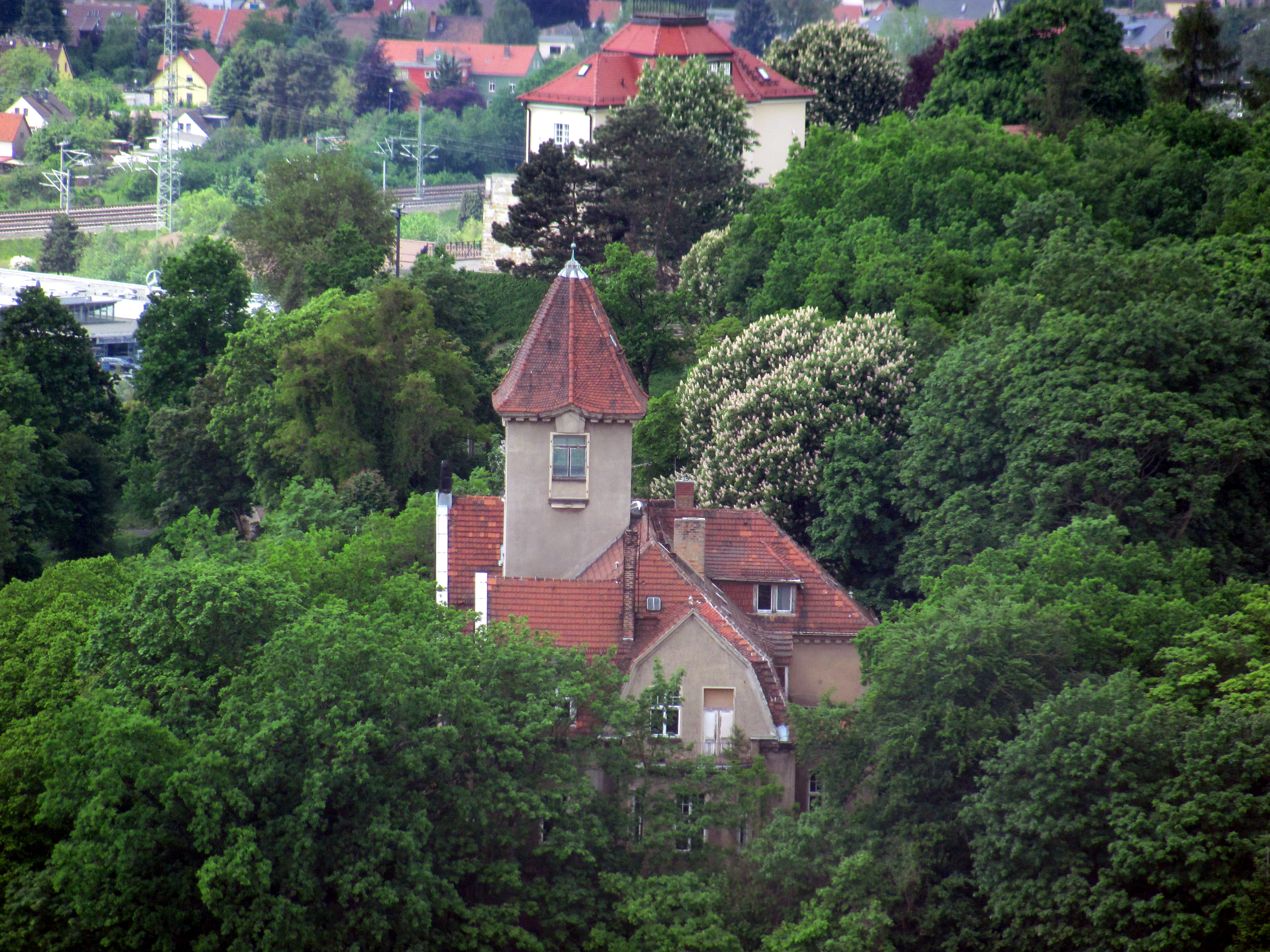
Meyerburg, vom Wasserturm aus, dahinter das Mätressenschlösschen

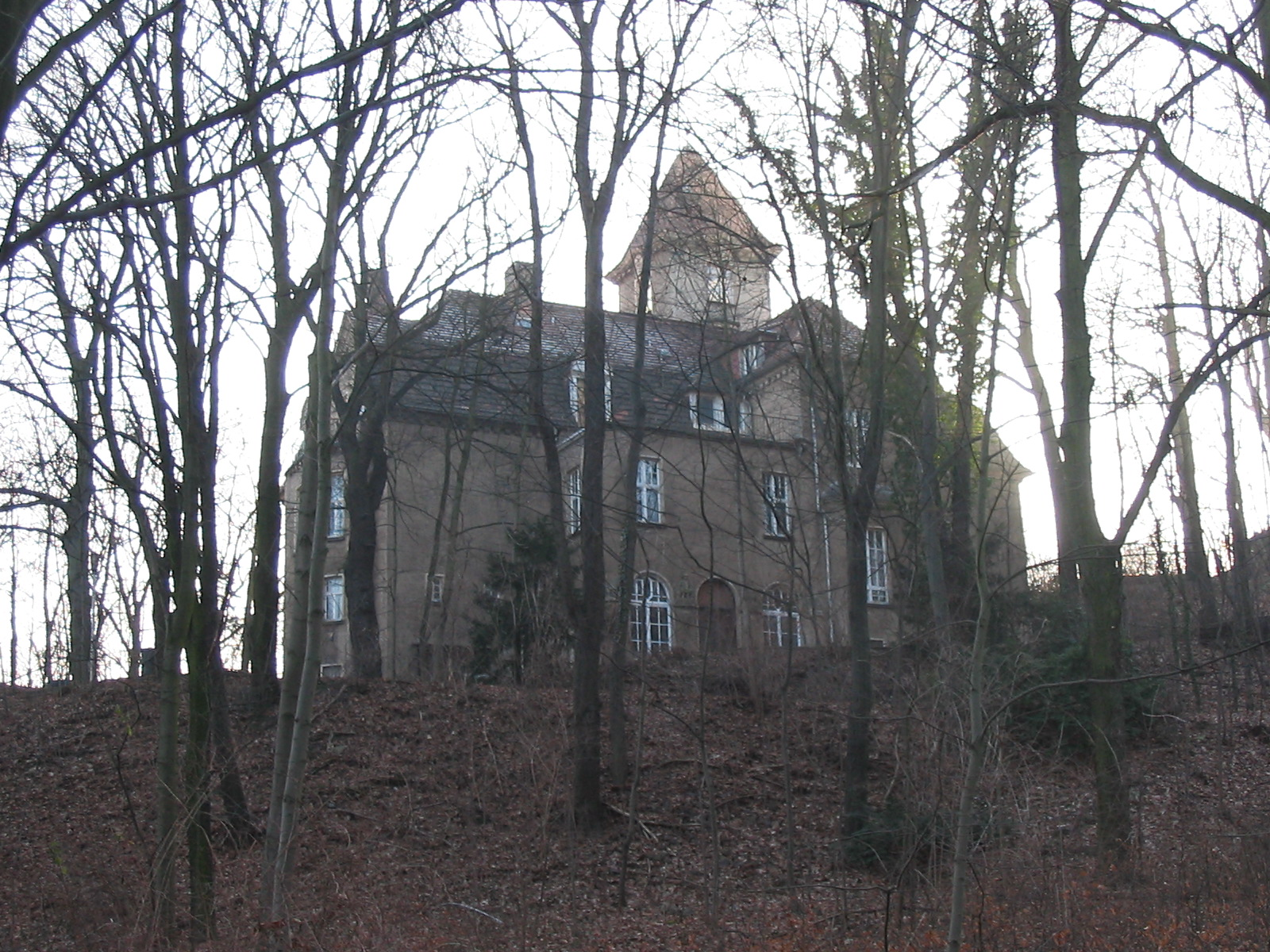
Meyerburg (Nordseite)

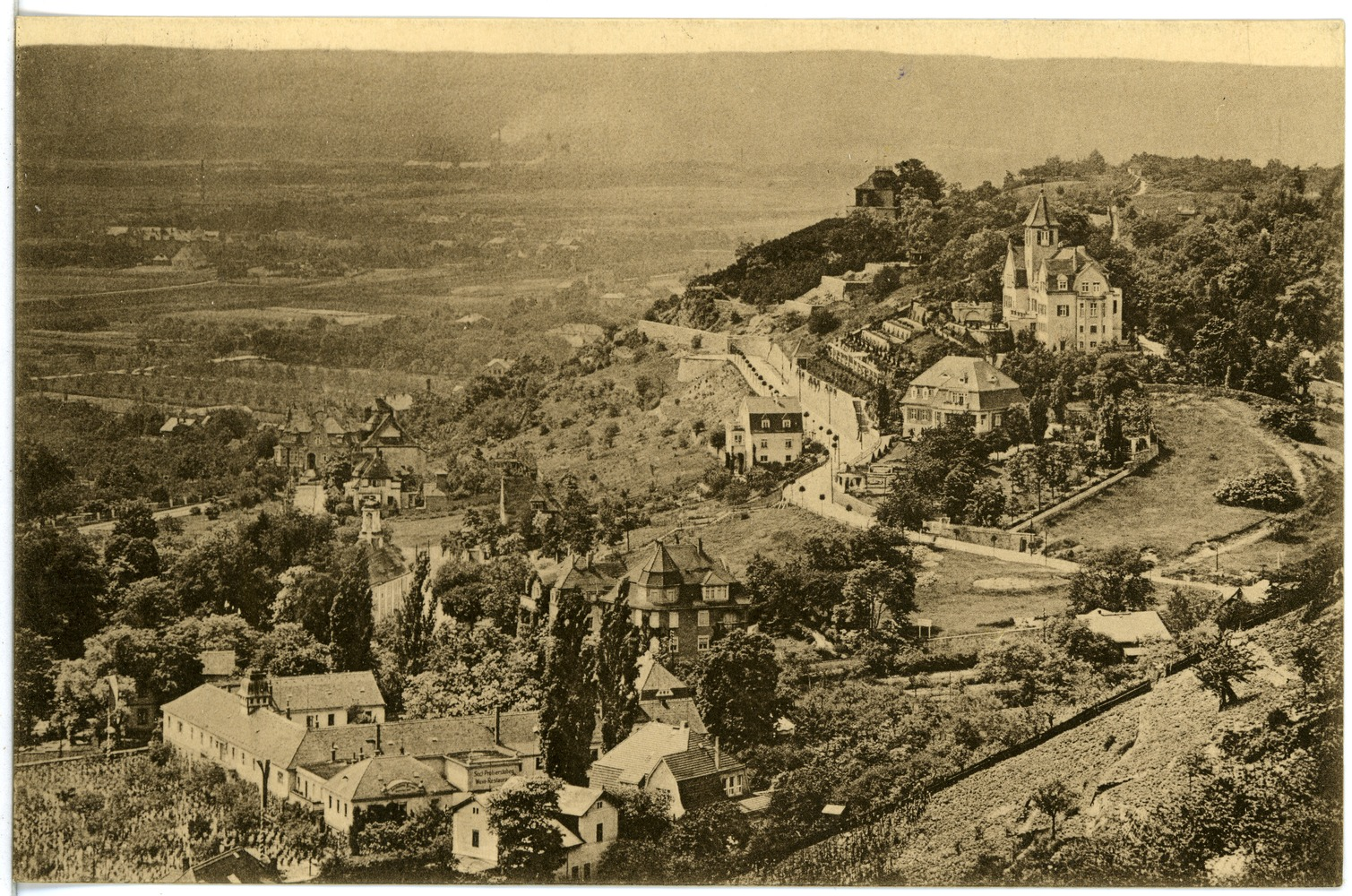
Villenkolonie Altfriedstein 1914, auf der Hangspitze rechts die Meyerburg

## Beschreibung

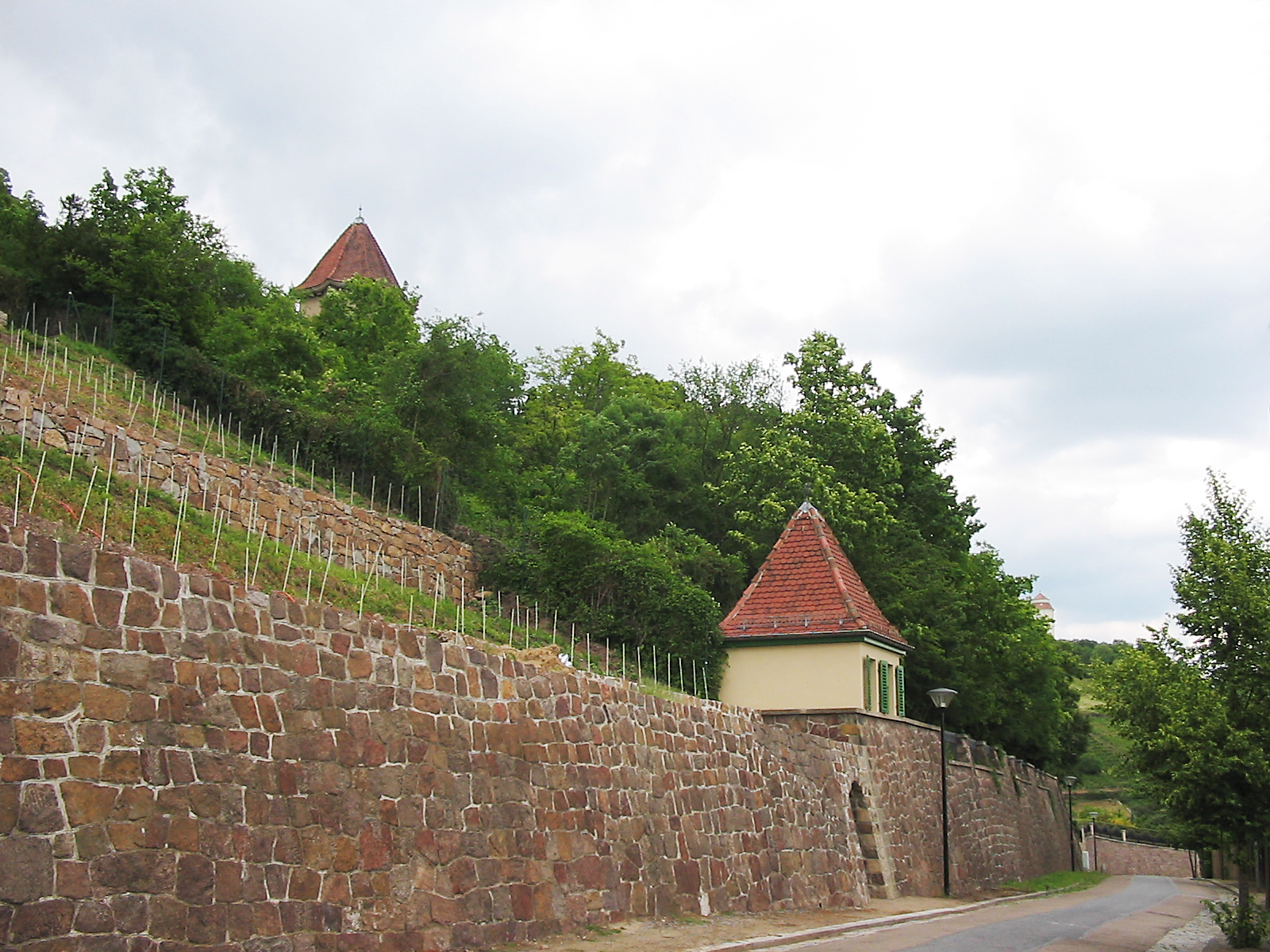
Pavillon an der südwestlichen Grundstücksecke der Meyerburg, links oben deren Turmspitze; Blick die Straße Altfriedstein hinunter

Das große, schlossartige Landhaus im „strengen Jugendstil“, als besonders repräsentatives Beispiel dieser Stilrichtung im Dehio-Handbuch aufgeführt, liegt auf einer Hangspitze, vom Tal aus gesehen rechts des Mätressenschlösschens. Es wurde auf sechs Parzellen der Villenkolonie Altfriedstein von der einheimischen Baufirma F. W. Eisold realisiert. Die mit Gartenlaube, Garten, Stützmauern, Terrassierung und Einfriedungen unter Denkmalschutz stehende Villa ist „singulär unter den Villenbauten der Architekturfirma, baugeschichtlich und ortsgeschichtlich von Bedeutung“.
Der zweigeschossige Bau sitzt auf einer hohen Bruchsteinterrasse und wird von zwei zum Tal blickenden, geknickten Giebeln geprägt, überragt von einem markanten quadratischen Turm mit Zeltdach. Der wenig gegliederte Putzbau zeigt einige figürliche Bauplastiken, oben am Turm befinden sich über den Fenstern Schlusssteine, die das Traufgesims aufbiegen. Die detaillierte Baubeschreibung von Wolf „belegt jedenfalls ihre singuläre Stellung unter den insgesamt 15 hier [in der Villenkolonie] von Schilling & Graebner realisierten Villenprojekten“. Die Baukosten in Höhe von etwa 200.000 Mark lagen in ähnlicher Höhe wie diejenigen der vom gleichen Architektenduo stammenden Lutherkirche.
Das Grundstück der Meyerburg liegt im Denkmalschutzgebiet Historische Weinberglandschaft Radebeul sowie im Landschaftsschutzgebiet Lößnitz; der Garten gilt als Werk der Landschafts- und Gartengestaltung.

## Geschichte
Bereits nach knapp vier Jahren kam die Villa in die Zwangsversteigerung. Ab 1917 wechselte die Meyerburg mehrere Male ihren Besitzer, darunter 1919 der Geheime Hofrat Max Barbe gen. Richards. 1927 erwarb sie der aus Philadelphia stammende Kaufmann Richard Ernst Schletter. 1937 wohnte dort laut Adressbuch im Erdgeschoss unter Schletter der promovierte Jurist Walter Helbig, der dann 1940 als Eigentümer eingetragen war.
Helbig nutzte die Meyerburg zur Unterbringung seiner privaten Kunstsammlung, die zu den größten ihrer Art in ganz Deutschland zählte. Zur Sammlung gehörten Gemälde, Möbel, andere Einrichtungsgegenstände, Porzellan, Glas, Bücher und weitere Gegenstände.
Nachdem Helbig am 9. Juni 1971 sein Anwesen einem Verwaltungsangestellten in Karl-Marx-Stadt notariell geschenkt hatte, durfte er mitsamt seiner Kunstsammlung von der DDR in die Bundesrepublik aussiedeln. Der Verwaltungsangestellte übertrug kurz darauf das Anwesen in sogenanntes Volkseigentum, fungierte also als Strohmann, der Vorgang ist folglich als verdeckte Enteignung zu bewerten. Am 22. Dezember des Jahres kaufte der Rat des Bezirkes Dresden die Meyerburg, die daraufhin als Internat des Instituts für Lehrerbildung „Edwin Hoernle“ diente.
Bei der Erneuerung des Turmkopfes und der Neueindeckung des Dachs 1974 wurde eine Kupferhülse gefunden, die unter anderem ein von der Ehefrau des Bauherrn 1911 handgeschriebenes Dokument enthielt, in dem sie den Bauablauf schilderte und ihre „Hoffnung auf viele glückliche Jahre in der neuerbauten Villa“ dokumentierte. Die beteiligten Mitarbeiter des Instituts für Lehrerbildung „Edwin Hoernle“ fügten dem Inhalt der Rolle verschiedene aktuelle Tageszeitungen, Geld und eine Internatsordnung bei.
Nach der politischen Wende wurde die Meyerburg rückübertragen. 